# Eumélos du Bosphore
Pour les articles homonymes, voir Eumélos.
Eumélos (grec ancien : Εὔμηλος) est un roi du Bosphore ayant régné de 309 à 304 av. J.-C.

## Origine
Eumélos est le troisième fils de Pairisadès Ier. Il règne pendant cinq ans et cinq mois après s'être débarrassé de ses deux aînés Satyros II et Prytanis.

## Règne
Selon Diodore de Sicile; voulant après la mort de ses deux frères régner en sûreté, Eumélos décide d'éliminer les amis de Satyros II et de Prytanis, ainsi que les femmes et les enfants de ses derniers. Pairisadès, fils de Satyros II, échappe seul à ce massacre. C'est un tout jeune homme ; il sort à cheval de la ville et parvient à se réfugier auprès d'Agaros, roi des Scythes.
Voyant que les habitants de Panticapée s'indignent de ces meurtres, Eumélos convoque une assemblée générale où il essaie de justifier sa conduite, et annonce le rétablissement de l'ancienne forme de gouvernement. Il rend aux citoyens de Panticapée les immunités dont jouissaient leurs ancêtres ; il promet de leur remettre tous les impôts ; enfin, dans un long discours, il cherche à capter les suffrages du peuple. Ayant ainsi, à force de bienfaits, recouvré l'affection dont il jouissait auparavant, il continue à gouverner ses sujets selon les lois établies, et s'attire par ses qualités personnelles une admiration peu commune.
Eumélos comble également de bienfaits les habitants de Byzance, ceux de Sinope et la plupart des autres Grecs du Pont-Euxin. Il accueille aussi environ mille habitants de Callatis que la famine avait forcés d'abandonner leur ville, assiégée par Lysimaque ; non seulement il leur accorde un asile, mais il leur donne à habiter la ville de Psoa, et leur en partage le territoire. Eumélos purge aussi la mer des pirates, et protège la navigation du Pont-Euxin en faisant la guerre aux Hénioques, aux Taures et aux Achéens qui infestent ces parages de leurs corsaires. Aussi les marchands, qui recueillent le bénéfice de cette guerre, font-ils dans presque toutes les contrées du monde les plus grands éloges du roi Eumélos. Il complète ensuite son territoire d'une grande partie du pays limitrophe et fait de son royaume un des plus célèbres. Enfin, il entreprend de ranger sous son autorité tous les peuples du Pont, et il aurait peut-être réussi dans son entreprise si la mort ne l'avait pas surpris au milieu de ses projets.
Après un règne cinq ans et cinq mois, Eumélos meurt victime d'un curieux accident. Alors qu'il revient de Scythie, pressé d'offrir aux dieux un sacrifice, le quadrige qui le reconduit au palais a quatre roues et est recouvert d'une tente ; les chevaux s'emportent, et, comme le cocher n'est plus maître des rênes, Eumélos, craignant d'être jeté dans les fossés qui bordent la route, essaie de sauter en bas du char, mais son épée s'étant prise dans une des roues, il est emporté par le mouvement de rotation, et expire sur le champ.
Diodore de Sicile indique enfin que la mort des frères Satyros II et Eumélos a fait l'objet de deux oracles qui, bien qu'absurdes, étaient crus des habitants. On rapporte en effet que les dieux interrogés par Satyros II lui avaient répondu de prendre garde que « mys » ne lui donne la mort. Depuis lors, Satyros II ne souffrait auprès de lui aucun homme libre ou esclave de ce nom ; et il avait une telle peur des rats qu'il avait ordonné à ses domestiques de tuer ces animaux partout où ils les rencontreraient. Il prit ainsi toutes les précautions pour éluder le destin, lorsqu'il fut frappé dans le muscle (grec : mys) du bras, et perdit la vie. Quant à Eumélos, l'oracle lui avait dit de se garder d'une maison ambulante ; aussi n'entrait-il jamais dans une maison sans la faire auparavant examiner par ses domestiques pour s'assurer si le toit et le fondement étaient bien solides. Tout le monde trouva donc l'accomplissement de cet oracle dans la mort d'Eumélos, occasionnée par le char recouvert d'une tente.
Eumélos a comme successeur son fils Spartokos III.